# Edificio del Archivo Histórico Provincial de Cuenca
El edificio del Archivo Histórico Provincia de Cuenca es un inmueble de dicha ciudad española, ubicada en la parte más alta del casco urbano, junto a los restos del antiguo castillo. Antigua cárcel, fue restaurado a finales del siglo XX y desde entonces sirve como sede del Archivo Histórico Provincial de Cuenca. 

## Historia

### Antecedentes
El castillo de Cuenca data del siglo X, ocupando el lugar más escarpado de la ciudad, motivo por el que resultó casi inexpugnable a las tropas cristianas, siendo su reconquista fruto del asedio durante meses. 
Cuenca tuvo un gran valor estratégico dentro del Reino de Castilla derivado de su posición en el camino hacia el Reino de Aragón y Reino de Valencia: era una incitación a su conquista. Esta llegó con Alfonso VIII, quien después de tomar la ciudad estableció su residencia en ella durante unos años. Una vez en manos cristianas, la ciudad y su territorio necesitaban un orden jurídico, que derivó en la concesión del Fuero de Cuenca, el más importante de los fueros medievales y paradigma de las recopilaciones extensas de derecho municipal. El Fuero fue concedido por Alfonso VIII, quien hizo de su nueva conquista la capital y plaza fuerte avanzada de la frontera castellana con el reino de Aragón y con las tierras almohades de Valencia. La función propia de castillo pervive durante toda la Baja Edad Media, llegando al siglo XVI bastante deteriorado como consecuencia de los acontecimientos sucedidos tras cuatro siglos de intensos avatares.

### Edad Moderna

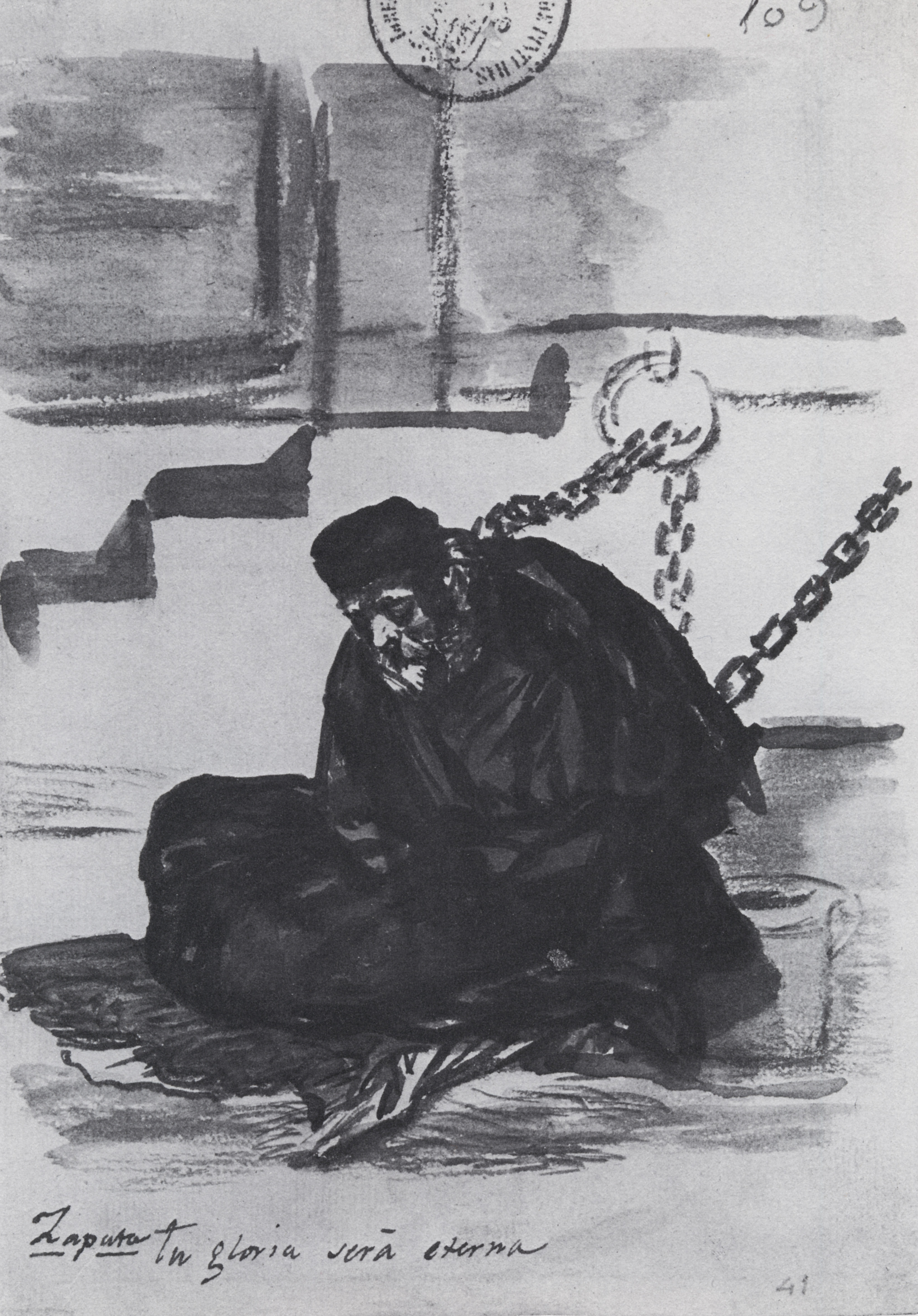
Grabado de Goya, representando a Mateo Zapata, preso por la Inquisición de Cuenca.

El edificio habría sido construido en el siglo XVI, en concreto las obras habrían iniciado hacia 1575. Durante los siglos XVI al siglo XIX, el edificio estuvo destinado a albergar la sede del Tribunal de la Inquisición de Cuenca y Sigüenza. Los Reyes Católicos decidieron introducir la Inquisición en Castilla y reclamaron a Roma la bula que autorizase el funcionamiento de dicha institución en el territorio castellano.
El asentamiento de la Inquisición en Cuenca tuvo lugar en 1489. Sin embargo, no será hasta la cesión del Castillo por Real Cédula de Felipe II, en 1574, cuando se inicien las obras que tendrán como consecuencia la edificación de la Cárcel y Tribunal y su ocupación por los inquisidores, desde 1583. En el edificio construido para tales fines se plasmó el programa ideológico de la Inquisición. Los arquitectos tuvieron libertad para construir con las únicas limitaciones del espacio del solar y económicas. Se construyó el edificio que se quería y se necesitaba, sin tener que aprovechar estructuras preexistentes. Por ello, el edificio se convierte en un documento histórico de gran importancia, puesto que se mantienen, en la actualidad, espacios tal cual se construyeron. Ubicado en lo más alto de la ciudad, los inquisidores ocuparon un lugar permanente en la mente de los ciudadanos, y aún de las autoridades, civiles y eclesiásticas. 
A lo largo del siglo XVII tuvo lugar un debate acerca de la idoneidad del lugar elegido y la edificación del Tribunal en esta parte alta de la ciudad, que no tendrá mayores consecuencias en que el edificio siga donde estuvo inicialmente.
Los delitos contra los que actuó la Inquisición se plasmaron en la cantidad de personas que sufrieron pena de cárcel. El Tribunal perseguía, sin diferenciar condición social. Los intelectuales de los siglos XVII y XVIII destacaron en la nómina de encarcelados. Uno de aquellos fue Diego Mateo Zapata (1664-1745), médico y filósofo murciano condenado por el Tribunal de Cuenca y prisionero en este edificio algo más de un año. Este intelectual que tuvo una participación activa en las controversias médicas que hubo en España, desde mediados del siglo XVII hasta bien entrado el siglo XVIII, quedó magníficamente retratado por Francisco de Goya en uno de sus grabados: Zapata, tu gloria será eterna.
Soneto conservado en la pared de una de las celdas del edificio de la Inquisición de Cuenca, atribuido a un preso judaizante. Principios del siglo XVII

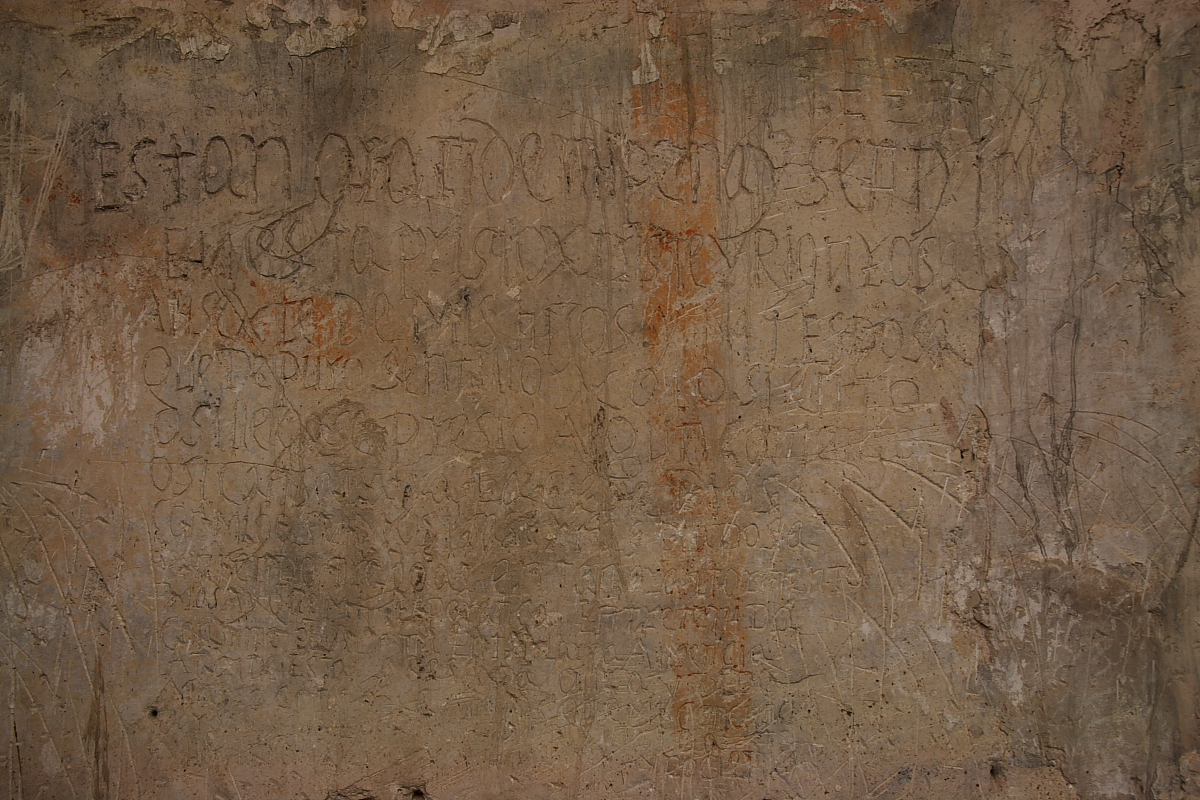
Soneto atribuido a Manuel de Castro, judaizante condenado por la Inquisición de Cuenca. Pared este del edificio.

Es tan grande mi pena y sentymiento
en esta prisión triste y rigurosa
ausente de mis hijos y mi esposa
que de puro sentillo no lo siento.
Oh, si llegase presto algún contento,
oh, si cansada ya la ciega diosa,
conmigo se mostrase más piadosa,
poniendo treguas a tan gran tormento.
Más, ay, que mi esperanza entretenida,
consume el alma en tan larga ausencia,
adonde está aresgada honra y vida.
Más yo confío en Dios que mi conciencia
está tranquila aunque afligida,
al menos, reconozcan mi ynocencia.

### Edad Contemporánea
Guerra de la Independencia
Los hechos que sucedieron en la ciudad durante la Guerra de la Independencia (1808-1814), incluida la actuación del Empecinado no pasaron de largo por la sede del Tribunal: Las casas principales del Oficio las volaron en mucha parte los franceses, con un repuesto de pólvora que dejaron al intento el día que se fueron de esta ciudad, a los últimos del mes de agosto del año 1812, por cuya causa nos vimos precisados a colocar el Tribunal en una casa propia suya, pero reducida, en la que estamos con la mayor incomodidad. Sin embargo, la actuación española no es desdeñable a la hora de valorar el estado en que quedó la cárcel, según Mateo López, arquitecto: El edificio de las casas del Tribunal, arruinado y destruido en mucha parte de él por las tropas francesas, y en algo por las españolas. Los reparos en el edificio fueron necesarios y en ese sentido se actuó, aunque el final legal de la Inquisición en España estaba cerca. Suprimido el Tribunal de Cuenca, el edificio fue nacionalizado y se subastó en 1862. A lo largo del siglo XIX se sucederán varias reformas de la cárcel.
Siglos XX y XXI
En esta centuria el edificio será testigo, nuevamente, de su función carcelaria hasta el año 1972 como prisión provincial, acabando muy deteriorado en su estructura tras su abandono. Tal como ocurrió en el siglo anterior, se constata otra gran reforma encaminada a su mantenimiento como prisión, realizada en el año 1950. Unos años después, surgirá la necesidad de buscar un espacio nuevo para el Archivo Histórico Provincial, que se encontraba ubicado en la Casa de Cultura. En el año 1985 se inician los trabajos encaminados a la rehabilitación de la antigua cárcel, con destino a Archivo. Fue inaugurado el día 6 de mayo de 1991 por el ministro de Cultura Jordi Solé Tura. Los autores del proyecto arquitectónico, Enrique Álvarez-Sala Walther y Carlos Rubio Carvajal, aplicaron técnicas puramente reconstructivas, resultando un edificio que se inserta perfectamente en el caso histórico de la ciudad. El edificio actual fue declarado Bien de Interés Cultural en noviembre de 1997, teniendo, por tanto, una protección singular según establece la Ley 16/1985, de 25 de junio, de Patrimonio Histórico Español. En el año 2007 fue premiado como la mejor obra rehabilitada en Castilla-La Mancha en los últimos veinte años.